# Monte Allenby
O Monte Allenby é o pico de uma montanha localizada na província de Alberta, no Canadá. 

## Descrição
Com 2.995 metros de altitude, o Monte Allenby está situado no Parque Nacional de Banff, quatro quilômetros a leste da Divisória Continental e próximo ao extremo sul do subconjunto das Montanhas Rochosas canadenses, a Cordilheira de Sundance. Ele está localizado a aproximadamente 26,4 km ao sul da cidade de Banff, 1,9 km a noroeste do Monte Mercer, e a 12 km a nordeste do Monte Assiniboine. A precipitação da montanha escoa até os riachos Allenby e Mercer, que desembocam no reservatório Spray Lakes, próximo dali, através do Bryant Creek. O relevo é expressivo à medida que ao longo de 2 quilômetros o cume alcança 1.115 metros sobre o Vale de Bryant Creek.

## Etimologia
O Monte Allenby recebeu este nome de Edmund Allenby, o 1º visconde Allenby (1861–1936), marechal do exército britânico. Em 1924, o topônimo da montanha foi oficialmente adotado pelo Conselho de Nomes Geográficos do Canadá. 

## Geologia
O Monte Allenby é composto por rochas sedimentares estabelecidas entre os períodos Pré-Cambriano e Jurássico. Formada em mares rasos, essa rocha sedimentar foi empurrada para o leste e sobre o topo da rocha mais jovem durante a orogenia Laramida.

## Clima
Com base na classificação climática de Köppen, o Monte Allenby está localizado em uma zona de clima subártico com invernos frios com neve e verões amenos. As temperaturas no inverno podem cair abaixo de -20°C, com sensação térmica menor que -30°C com o vento.